# 한빛중학교
한빛중학교(한빛中學校)는 대한민국 경기도 파주시 야당동에 있는 공립 중학교이다.

## 학교 연혁
- 2009년 1월 2일 : 한빛중학교 설립인가(24학급)
- 2009년 9월 1일 : 한빛중학교 개교(5학급)
- 2009년 9월 1일 : 초대 조영숙 교장 취임
- 2010년 2월 10일 : 제1회 졸업식 (9명)
- 2023년 3월 1일 : 제6대 전남익 교장 취임
- 2024년 1월 5일 : 제15회 졸업식(350명)
- 2024년 3월 4일 : 신입생 10학급 340명 입학

## 참고 자료
- 한빛중학교 - 한국교육학술정보원 학교알리미